# Spotlight Boxing
Die Spotlight Boxing GmbH war ein Hamburger Boxstall. Geschäftsführer war Dietmar Poszwa. Die erste Spotlight-Boxveranstaltung fand im September 2003 in der Hamburger Trainingshalle der Universum Box-Promotion statt. Zwischen Spotlight und Universum bestand eine Zusammenarbeit. Spotlight nutzte die Universum-Trainingsstätte, mehrere Trainer arbeiteten für beide Boxställe, Poszwa lehnte aber die Sichtweise ab, Spotlight als ein Teil von Universum zu betrachten. Bei der Gründung seines Boxstalls hatte sich Poszwa zunächst gegen den Widerstand seines Schwiegervaters und Universum-Gründers Klaus-Peter Kohl durchsetzen müssen, der Konkurrenz fürchtete.
Aus anfangs nur zwei Boxern (Dimitri Sartison und Egon Roth) wurden bald mehr als 25. Die Stars waren Weltmeisterin Susi Kentikian, Cruisergewichtler Firat Arslan und Schwergewichtler Wolodymyr Wirtschis. Ansonsten waren bei Spotlight vor allem Nachwuchsboxer unter Vertrag, u. a. Sebastian Köber, Sebastian Zbik, Alexander Alexejew, Maurice Weber, Willy Blain, Rudolf Kraj und Gennadi Golowkin. Poszwa setzte bei Spotlight auf Kämpfer aus unterschiedlichen Ländern, sein Bestreben galt eigener Angabe nach, „die stärksten Europäer zu holen“.
Es bestanden Fernsehverträge mit den Sendern Eurosport und ProSieben. ProSieben übertrug von 2007 bis 2009 Spotlight-Kämpfe in der Sendung „ProSieben Fight Night“.
Als das ZDF 2009 seinen Vertrag mit der Universum Box-Promotion kündigte, gerieten die Unternehmen in finanzielle Schwierigkeiten. Die ehemaligen Spotlight-Boxer wurden entweder entlassen, in die Universum Box-Promotion eingegliedert oder kamen beim Kooperationspartner SES unter.